# Oecetis halirrhotios
Oecetis halirrhotios là một loài Trichoptera trong họ Leptoceridae. Chúng phân bố ở vùng Indomalaya.